# Cile ai Giochi della VIII Olimpiade
Il Cile partecipò ai Giochi della VIII Olimpiade, svoltisi a Parigi dal 4 maggio al 27 luglio 1924,  
con una delegazione di 13 atleti impegnati in 5 discipline.
senza aggiudicarsi medaglie.